# Dani Ceballos
Daniel Ceballos Fernández (sinh ngày 7 tháng 8 năm 1996) là cầu thủ bóng đá chuyên nghiệp người Tây Ban Nha hiện thi đấu ở vị trí tiền vệ trung tâm hoặc tấn công cho câu lạc bộ Real Madrid tại La Liga và đội tuyển quốc gia Tây Ban Nha.

## Sự nghiệp cấp câu lạc bộ

### Betis
Sinh ra ở Utrera, một tỉnh của Seville, Ceballos gia nhập đội trẻ của Sevilla vào năm 2004 lúc 8 tuổi, nhưng bị trả về năm 2009 vì viêm phế quản mãn tính. Sau đó anh chơi cho câu lạc bộ ở địa phương CD Utrera, và hoàn thành khóa học ở Real Betis sau khi đăng ký vào năm 2011; anh đã ký hợp đồng chuyên nghiệp với câu lạc bộ này vào ngày 22 tháng 2 năm 2014, khi vẫn ở tuổi thiếu niên.
Ngày 26 tháng 4 năm 2014, bỏ qua giai đoạn chơi cho đội B, Ceballos đã chơi trận chính thức đầu tiên cho đội bóng vùng Andalusians, vào thay người những phút cuối trận thua 0–1 tại La Liga trên sân nhà, trước Real Sociedad. Anh ghi bàn đầu tiên trong sự nghiệp vào ngày 21 tháng 12, đó là bàn mở tỷ số trong trận thắng 2–0 trên sân nhà trước Racing de Santander tại giải Segunda División; anh ra sân 33 trận và ghi 5 bàn cho đội bóng vùng Verdiblancos tại giải, giúp họ trở lại La Liga
Ngày 15 tháng 20 năm 2015, sau quá trình dài đàm phán, Ceballos đã gia hạn hợp đồng với câu lạc bộ đến năm 2020. Anh ghi bàn đầu tiên tại La Liga ngày 16 tháng 4 năm 2017, đó là bàn ấn định tỷ số 2–0 trên sân nhà trước SD Eibar.

### Real Madrid
Ngày 14 tháng 7 năm 2017, Real Madrid thông báo đã ký hợp đồng có thời hạn 6 năm với Ceballos, với mức phí chuyển nhượng 18 triệu euro. Anh ra sân lần đầu cho Madrid ngày 16 tháng 8, thay người cho Toni Kroos ở phút 80 trong trận đấu lượt về tại giảiSiêu cúp Tây Ban Nha, đó là trận thắng 2–0 trên sân nhà trước FC Barcelona. Ngày 23 tháng 9, anh lần đầu đá chính, ghi bàn trong trận thắng 2–1 trên sân Deportivo Alavés.
Ceballos ra sân 4 lần tại Champions League 2017–18, giải đấu mà Madrid vô địch lần thứ 13 Ngày 13 tháng 1 năm 2019, sau 15 phút liên tục bị người hâm mộ của đội bóng cũ la ó, anh đã ghi bàn từ pha đá phạt trực tiếp vào phút cuối, giúp Real Madrid thắng 2–1 trước Betis tại Estadio Benito Villamarín.

#### Arsenal
Ngày 25 tháng 7 năm 2019, Ceballos gia nhập Arsenal theo hợp đồng cho mượn. Ceballos mang áo số 8, trước kia thuộc sở hữu của Aaron Ramsey, sau khi đã chuyển đến Juventus. Ceballos cũng từng được Tottenham Hotspur liên hệ, nhưng đã quyết định chọn Arsenal, sau khi trao đổi với huấn luyện viên trưởng của Arsenal, Unai Emery.

## Sự nghiệp quốc tế

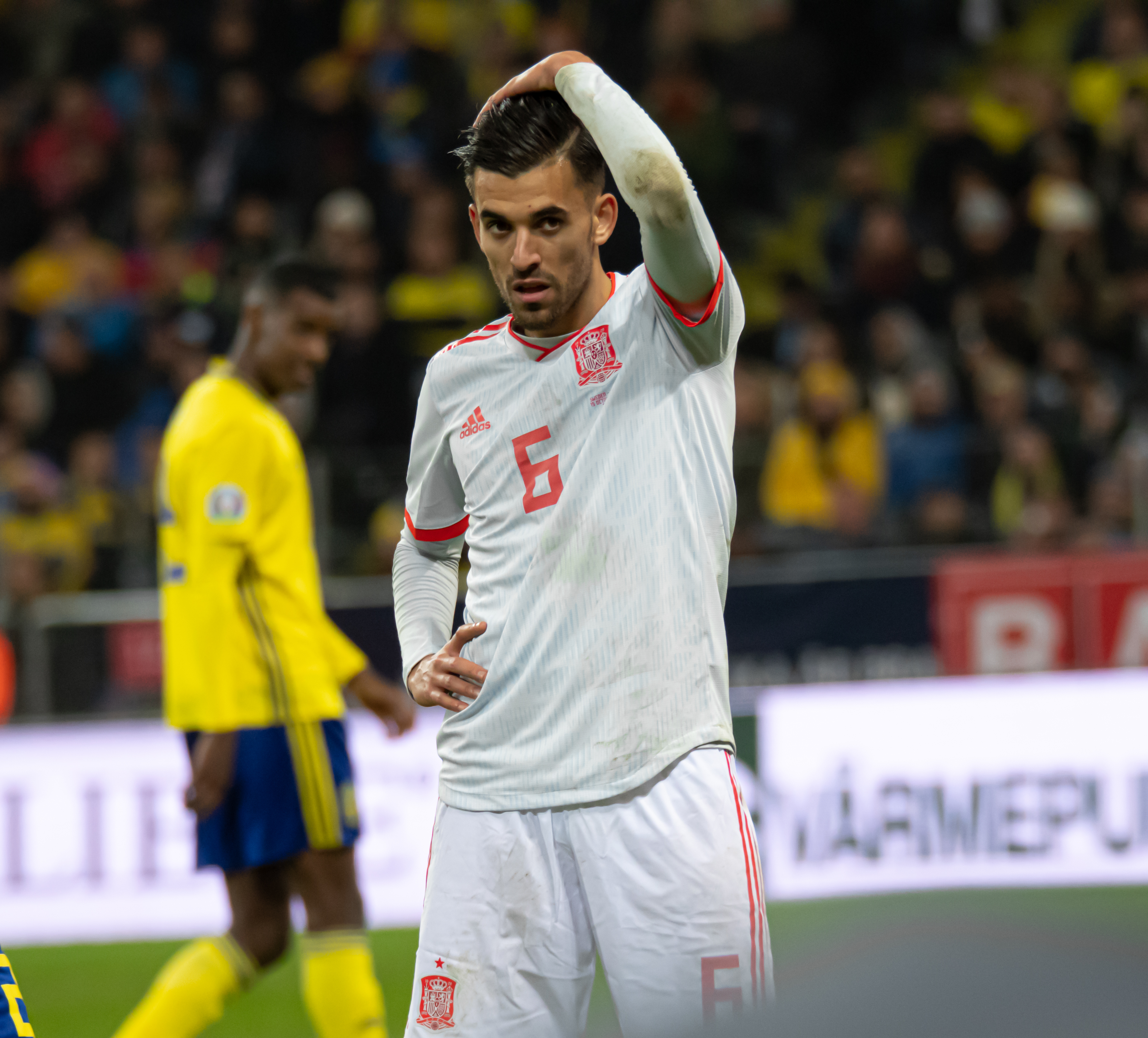
Ceballos trong màu áo đội tuyển quốc gia Tây Ban Nha năm 2019

Ngày 5 tháng 11 năm 2014, Ceballos được triệu tập vào đội tuyển U-19 Tây Ban Nha, ra sân ở trận gặp U-19 Đức, U-19 Pháp và U-19 Hy Lạp. Anh bắt đầu thi đấu cho đội tuyển U-21 Tây Ban Nha ngày 26 tháng 3 năm 2015, vào thay cho Samu Castillejo sau giờ nghỉ ở trận giao hữu thắng 2–0 trước Na Uy tại Cartagena, Murcia; bốn ngày sau, tại León, anh lần đầu đá chính, trong trận thắng 4–0 trước Belarus.
Mặc dù khởi đầu giải vô địch bóng đá U-21 châu Âu tại Ba Lan năm 2017 từ băng ghế dự bị, màn trình diễn của Ceballos đã giúp U-21 Tây Ban Nha tiến vào vòng 2. Anh được chọn là cầu thủ xuất sắc nhất giải.
Anh đã cùng U-21 Tây Ban Nha vô địch giải U-21 châu Âu 2019. Anh được bầu chọn vào đội hình tiêu biểu của giải.
Ceballos ra mắt đội tuyển Tây Ban Nha ngày 11 tháng 9 năm 2018, chơi trọn trận thắng 6–0 trên sân nhà trước Croatia tại UEFA Nations League. Tại giải đấu này, anh ghi bàn đầu tiên cho đội tuyển vào ngày 15 tháng 11, nhưng trận đó Tây Ban Nha thua 2–3 tại Zagreb trước Croatia.

## Thống kê sự nghiệp

### Sự nghiệp cấp câu lạc bộ
Tính đến ngày 4 tháng 10 năm 2020
| Câu lạc bộ          | Mùa giải            | Vô địch quốc gia    | Vô địch quốc gia | Vô địch quốc gia | Cúp quốc gia1 | Cúp quốc gia1 | Cúp châu lục | Cúp châu lục | Tổng cộng | Tổng cộng |
| Câu lạc bộ          | Mùa giải            | Hạng đấu            | Số trận          | Số bàn           | Số trận       | Số bàn        | Số trận      | Số bàn       | Số trận   | Số bàn    |
| ------------------- | ------------------- | ------------------- | ---------------- | ---------------- | ------------- | ------------- | ------------ | ------------ | --------- | --------- |
| Betis               | 2013–14             | La Liga             | 1                | 0                | 0             | 0             | —            | —            | 1         | 0         |
| Betis               | 2014–15             | Segunda División    | 33               | 5                | 2             | 0             | —            | —            | 35        | 5         |
| Betis               | 2015–16             | La Liga             | 34               | 0                | 4             | 0             | —            | —            | 38        | 0         |
| Betis               | 2016–17             | La Liga             | 30               | 2                | 1             | 0             | —            | —            | 31        | 2         |
| Betis               | Tổng cộng           | Tổng cộng           | 98               | 7                | 7             | 0             | —            | —            | 105       | 7         |
| Betis B             | 2014–15             | Segunda División B  | 4                | 0                | —             | —             | —            | —            | 4         | 0         |
| Betis B             | Tổng cộng           | Tổng cộng           | 4                | 0                | —             | —             | —            | —            | 4         | 0         |
| Real Madrid         | 2017–18             | La Liga             | 12               | 2                | 6             | 0             | 4            | 0            | 22        | 2         |
| Real Madrid         | 2018–19             | La Liga             | 23               | 3                | 7             | 0             | 4            | 0            | 34        | 3         |
| Real Madrid         | Tổng cộng           | Tổng cộng           | 35               | 5                | 13            | 0             | 8            | 0            | 56        | 5         |
| Arsenal (mượn)      | 2019–20             | Premier League      | 24               | 0                | 7             | 1             | 6            | 1            | 37        | 2         |
| Arsenal (mượn)      | 2020–21             | Premier League      | 4                | 0                | 0             | 0             | 2            | 0            | 6         | 0         |
| Arsenal (mượn)      | Tổng cộng           | Tổng cộng           | 28               | 0                | 5             | 1             | 6            | 1            | 43        | 2         |
| Tổng cộng sự nghiệp | Tổng cộng sự nghiệp | Tổng cộng sự nghiệp | 165              | 12               | 23            | 1             | 13           | 1            | 208       | 14        |

1 Bao gồm các trận ở Siêu cúp bóng đá Tây Ban Nha, Siêu cúp châu Âu, Giải vô địch thế giới các câu lạc bộ, Cúp FA và Cúp Liên đoàn Anh.

### Sự nghiệp quốc tế
Tính đến 27 tháng 3 năm 2023
| Đội tuyển quốc gia  | Năm                 | Số trận | Số bàn |
| ------------------- | ------------------- | ------- | ------ |
| Tây Ban Nha         | 2018                | 5       | 1      |
| Tây Ban Nha         | 2019                | 4       | 0      |
| Tây Ban Nha         | 2020                | 2       | 0      |
| Tây Ban Nha         | 2023                | 2       | 0      |
| Tổng cộng sự nghiệp | Tổng cộng sự nghiệp | 13      | 1      |

### Bàn thắng quốc tế
Tính đến 15 tháng 11 năm 2018 (Tỷ số Tây Ban Nha viết trước)
| STT | Ngày                 | Sân                                    | Đối thủ | Bàn thắng | Kết quả | Khuôn khổ                   |
| --- | -------------------- | -------------------------------------- | ------- | --------- | ------- | --------------------------- |
| 1   | 15 tháng 11 năm 2018 | Sân vận động Maksimir, Zagreb, Croatia | Croatia | 1–1       | 2–3     | UEFA Nations League 2018–19 |

## Danh hiệu

### Câu lạc bộ

#### Betis
- Segunda División: 2014–15

#### Real Madrid
- La Liga: 2021–22, 2023–24[35]
- Copa del Rey: 2022–23
- Supercopa de España: 2017, 2021–22, 2023–24
- UEFA Champions League: 2017–18, 2021–22, 2023–24
- UEFA Super Cup: 2017[36], 2022, 2024
- FIFA Club World Cup: 2017, 2018, 2022
- FIFA Intercontinental Cup: 2024

#### Arsenal
- FA Cup: 2019–20
- FA Community Shield: 2020

### Quốc tế
U-21 Tây Ban Nha
- Giải vô địch bóng đá U-21 châu Âu: 2019[37]

U-19 Tây Ban Nha
- Giải vô địch bóng đá U-19 châu Âu: 2015[38]

### Cá nhân
- Đội hình tiêu biểu giải vô địch bóng đá U-21 châu Âu: 2017[39]
- Cầu thủ xuất sắc nhất giải vô địch bóng đá U-21 châu Âu: 2017[29]